# Grzegorz Krychowiak
Grzegorz Krychowiak, né le 29 janvier 1990 à Gryfice en Pologne, est un footballeur international polonais. Il occupe le poste de milieu défensif à l'Anórthosis Famagouste.

## Biographie

### Formation en Pologne
Formé en Pologne dès l'âge de douze ans, car poussé par son frère pour allier sport et études à Mrzeżyno au bord de la mer Baltique, à trente kilomètres de chez lui, Grzegorz Krychowiak rejoint en 2006 les Girondins de Bordeaux, repéré par l'ancien marine et blanc Philippe Goubet  lors d’un match amical France - Pologne des moins de seize ans à Strasbourg. Il participe durant le mois de juillet 2007 à la Coupe du monde des moins de vingt ans avec la Pologne. Il est d'ailleurs le plus jeune joueur de sa sélection. Il se révèle notamment lors d'un match contre le Brésil où il inscrit un coup franc des trente mètres, seul but du match,. Son équipe est finalement éliminée lors des huitièmes de finale par l'Argentine.

### Carrière en club

#### Girondins de Bordeaux (2008-2011)
Jusqu'en 2008, il prend part à des rencontres de jeunes avec les Girondins, participant par exemple à la finale de la Coupe Gambardella perdue contre Rennes trois buts à zéro, avant d'intégrer la saison suivante l'équipe réserve. À seulement dix-sept ans, il signe un contrat élite qui lui permet de rejoindre le groupe professionnel à n'importe quel moment ou même de jouer un match officiel. Pour sa première saison avec la réserve, il joue la grande majorité des matches et marque même quelques buts. Le 14 décembre 2008, il fait ses grands débuts avec l'équipe sénior polonaise, alors en stage en Turquie. Contre la Serbie, il entre en jeu à la cinquante-sixième minute, à la place d'Antoni Łukasiewicz. La Pologne remporte le match sur le score d'un but à zéro.
Lors de la préparation estivale de la saison 2009-2010, il intègre le groupe professionnel.

##### Prêt au Stade de Reims (2009-2011)
En novembre, il effectue un essai de plusieurs jours avec le Stade de Reims, alors en National. Le test est concluant et il y est finalement prêté jusqu'à la fin de la saison 2009-2010, grâce à l'insistance de son agent Andrzej Szarmach auprès des instances polonaises de football qui préféraient le voir dans un club de plus haut niveau. Le 4 décembre, il est aligné pour la première fois par Marc Collat, face à Luzenac (victoire deux à zéro), et forme avec Johann Truchet et Olivier Guégan un trio solide. À partir de cette date, Krychowiak dispute l'intégralité de tous les matches de championnat et satisfait son entraîneur, qui qualifie sa prestation « d'énorme » au soir du match face à Créteil. Le 19 février 2010, il marque son premier but avec Reims contre Amiens, lors de la large victoire de son club cinq buts à zéro,. Il est même élu meilleur joueur du club des mois de décembre et de janvier par les supporters, sollicités par plusieurs sites rémois. En mai 2010, son prêt est prolongé d'une année.
Il accompagne le Stade de Reims en Ligue 2 et y joue toujours autant, ne manquant quelques matches qu'à cause d'accumulations de cartons. À l'issue de la saison, il est même élu « meilleur stadiste » par les supporters rémois.

##### Retour à Bordeaux et prêt au FC Nantes (2011-2012)
De retour chez les Girondins, qui viennent de changer d'entraîneur, Krychowiak ne gagne pas sa place en début de saison 2011-2012, même si les résultats du club sont mauvais.
Mais il arrive à trouver une porte de sortie en se faisant prêter au FC Nantes, où le milieu de terrain Granddi Ngoyi purge une longue suspension. À Nantes, il s'impose rapidement et joue la majorité des rencontres.

#### Retour au Stade de Reims (2012-2014)

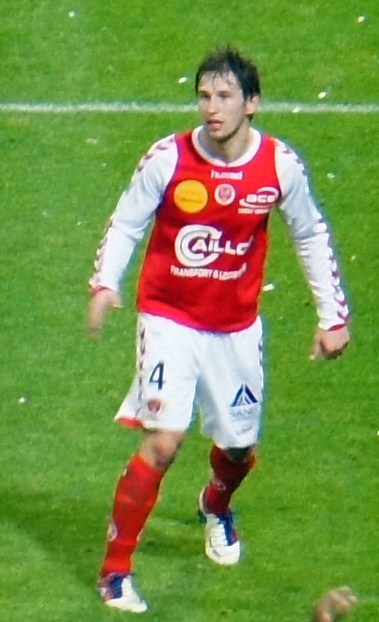
Krychowiak avec Reims en 2012.

En juin 2012, alors qu'il n'entre toujours pas dans les plans de l'entraîneur bordelais Francis Gillot, Grzegorz Krychowiak s'engage pour trois saisons avec son ancien club du Stade de Reims, tout juste promu en première division.
Le 2 mars 2013, Krychowiak marque un but contre le Paris SG et offre la victoire au Stade de Reims 1-0.

#### Séville FC (2014-2016)
Le 22 juillet 2014, Grzegorz Krychowiak s'engage avec le FC Séville pour quatre ans. Son arrivée coïncide avec celle d'Iago Aspas, prêté un an au club espagnol par Liverpool FC.
À la fin de la saison 2014-2015, il figure dans le onze-type de la Liga, diffusé par la ligue espagnole.

#### Paris Saint-Germain (2016-2019)

##### Saison 2016-2017
Le 3 juillet 2016, il s'engage avec le Paris Saint-Germain pour une durée de cinq ans, jusqu'en 2021. Il y retrouve son ancien entraineur à Séville, Unai Emery pour une somme de 27,5 millions d'euros. Il joue son premier match au club en tant que remplaçant lors de la quatrième journée de championnat contre l'AS Saint-Etienne.

##### Saison 2017-2018: Prêt à West Bromwich Albion
Le 30 août 2017, il est prêté à West Bromwich Albion pour la saison.

#### Lokomotiv Moscou (2018-2021)
N'entrant pas dans les plans du nouvel entraîneur du PSG Thomas Tuchel, il est prêté au Lokomotiv Moscou avec une option d'achat obligatoire de 12 millions d'euros.
À l'issue de la saison, l'option d'achat est levée et s'engage pour trois ans avec le club moscovite. Il s'impose comme un titulaire indiscutable au sein du club moscovite, jouant souvent un cran plus haut qu'à l'accoutumée, comme en témoignent ses statistiques de buts inscrits : pour la première fois de sa carrière, et ce pendant deux saisons consécutives, le milieu polonais inscrit au moins dix buts toute compétition confondue. Ses performances en font un des maîtres à jouer du Lokomotiv Moscou pendant trois saisons, où il côtoie notamment l'international polonais Maciej Rybus.

#### FK Krasnodar (depuis 2021)
Le 2 août 2021, Krychowiak rejoint le FK Krasnodar dans le cadre d'un contrat de trois ans.

### En équipe nationale
Krychowiak dispute sa première compétition internationale lors de l'Euro 2016 où les polonais atteindront les 1/4 de finale éliminée par le Portugal, futur vainqueur de l'édition. Convoqué lors de la Coupe du monde 2018 en Russie, il inscrit un but face au Sénégal mais ne peut empêcher la défaite de son équipe sur le score de 2-1. Il est de nouveau convoqué pour participer à l'Euro 2020. 
Le 10 novembre 2022, il est sélectionné par Czesław Michniewicz pour participer à la Coupe du monde 2022. 

## Statistiques

### En club
| Saison                | Club                           | Championnat           | Championnat | Championnat | Championnat | Coupe nationale | Coupe nationale | Coupe nationale | Coupe de la Ligue | Coupe de la Ligue | Coupe de la Ligue | Supercoupe | Supercoupe | Supercoupe | Compétition(s) continentale(s) | Compétition(s) continentale(s) | Compétition(s) continentale(s) | Compétition(s) continentale(s) | Supercoupe de l'UEFA | Supercoupe de l'UEFA | Supercoupe de l'UEFA | Total | Total | Total |
| Saison                | Club                           | Division              | M.          | B.          | P.d.        | M.              | B.              | P.d.            | M.                | B.                | P.d.              | M.         | B.         | P.d.       | Comp.                          | M.                             | B.                             | P.d.                           | M.                   | B.                   | P.d.                 | M.    | B.    | P.d.  |
| 2009-2010             | Stade de Reims (prêt)          | D3                    | 19          | 2           | 0           | -               | -               | -               | -                 | -                 | -                 | -          | -          | -          | -                              | -                              | -                              | -                              | -                    | -                    | -                    | 19    | 2     | 0     |
| 2010-2011             | Stade de Reims (prêt)          | D2                    | 35          | 2           | 1           | 3               | 0               | 0               | 2                 | 0                 | 0                 | -          | -          | -          | -                              | -                              | -                              | -                              | -                    | -                    | -                    | 40    | 2     | 1     |
| Sous-total            | Sous-total                     | Sous-total            | 54          | 4           | 1           | 3               | 0               | 0               | 2                 | 0                 | 0                 | -          | -          | -          | -                              | -                              | -                              | -                              | -                    | -                    | -                    | 59    | 4     | 1     |
| 2011-2012             | Girondins de Bordeaux          | D1                    | 2           | 0           | 0           | -               | -               | -               | -                 | -                 | -                 | -          | -          | -          | -                              | -                              | -                              | -                              | -                    | -                    | -                    | 2     | 0     | 0     |
| 2011-2012             | FC Nantes (prêt)               | D2                    | 23          | 0           | 0           | -               | -               | -               | -                 | -                 | -                 | -          | -          | -          | -                              | -                              | -                              | -                              | -                    | -                    | -                    | 23    | 0     | 0     |
| 2012-2013             | Stade de Reims                 | D1                    | 35          | 4           | 0           | -               | -               | -               | 1                 | 0                 | 0                 | -          | -          | -          | -                              | -                              | -                              | -                              | -                    | -                    | -                    | 36    | 4     | 0     |
| 2013-2014             | Stade de Reims                 | D1                    | 35          | 4           | 1           | -               | -               | -               | 1                 | 0                 | 0                 | -          | -          | -          | -                              | -                              | -                              | -                              | -                    | -                    | -                    | 36    | 4     | 1     |
| Sous-total            | Sous-total                     | Sous-total            | 70          | 8           | 1           | -               | -               | -               | 2                 | 0                 | 0                 | -          | -          | -          | -                              | -                              | -                              | -                              | -                    | -                    | -                    | 72    | 8     | 1     |
| 2014-2015             | FC Séville                     | D1                    | 32          | 2           | 1           | 2               | 0               | 0               | -                 | -                 | -                 | -          | -          | -          | C3                             | 13                             | 2                              | 0                              | 1                    | 0                    | 0                    | 48    | 4     | 1     |
| 2015-2016             | FC Séville                     | D1                    | 26          | 0           | 2           | 3               | 1               | 0               | -                 | -                 | -                 | -          | -          | -          | C1+C3                          | 6+6                            | 0+0                            | 1+2                            | 1                    | 0                    | 0                    | 42    | 1     | 5     |
| Sous-total            | Sous-total                     | Sous-total            | 58          | 2           | 3           | 5               | 1               | 0               | -                 | -                 | -                 | -          | -          | -          | -                              | 25                             | 2                              | 3                              | 2                    | 0                    | 0                    | 90    | 5     | 6     |
| 2016-2017             | Paris Saint-Germain            | D1                    | 11          | 0           | 0           | 1               | 0               | 0               | 1                 | 0                 | 0                 | -          | -          | -          | C1                             | 6                              | 0                              | 0                              | -                    | -                    | -                    | 19    | 0     | 0     |
| 2017-2018             | West Bromwich Albion (prêt)    | D1                    | 27          | 0           | 1           | 3               | 0               | 0               | 1                 | 0                 | 0                 | -          | -          | -          | -                              | -                              | -                              | -                              | -                    | -                    | -                    | 31    | 0     | 1     |
| 2018-2019             | Lokomotiv Moscou (prêt)        | D1                    | 27          | 2           | 4           | 6               | 0               | 0               | -                 | -                 | -                 | -          | -          | -          | C1                             | 6                              | 0                              | 0                              | -                    | -                    | -                    | 39    | 2     | 4     |
| 2019-2020             | Lokomotiv Moscou               | D1                    | 26          | 9           | 4           | -               | -               | -               | -                 | -                 | -                 | 1          | 0          | 1          | C1                             | 6                              | 1                              | 0                              | -                    | -                    | -                    | 33    | 10    | 5     |
| 2020-2021             | Lokomotiv Moscou               | D1                    | 26          | 9           | 3           | 4               | 2               | 1               | -                 | -                 | -                 | 1          | 0          | 0          | C1                             | 4                              | 0                              | 0                              | -                    | -                    | -                    | 35    | 11    | 4     |
| 2021-2022             | Lokomotiv Moscou               | D1                    | 1           | 0           | 1           | -               | -               | -               | -                 | -                 | -                 | 1          | 0          | 0          | -                              | -                              | -                              | -                              | -                    | -                    | -                    | 2     | 0     | 1     |
| Sous-total            | Sous-total                     | Sous-total            | 80          | 20          | 12          | 10              | 2               | 1               | -                 | -                 | -                 | 3          | 0          | 1          | -                              | 16                             | 1                              | 0                              | -                    | -                    | -                    | 109   | 23    | 14    |
| 2021-2022             | FK Krasnodar                   | D1                    | 14          | 4           | 1           | 1               | 1               | 0               | -                 | -                 | -                 | 1          | 0          | 0          | -                              | -                              | -                              | -                              | -                    | -                    | -                    | 16    | 5     | 1     |
| 2021-2022             | AEK Athènes (prêt)             | Hellas Super League   | 9           | 2           | 2           | 0               | 0               | 0               | -                 | -                 | -                 | 0          | 0          | 0          | -                              | -                              | -                              | -                              | -                    | -                    | -                    | 9     | 2     | 2     |
| 2022-2023             | Al-Shabab Football Club (prêt) | D1                    | 8           | 2           | 1           | 0               | 0               | 0               | -                 | -                 | -                 | 0          | 0          | 0          | -                              | -                              | -                              | -                              | -                    | -                    | -                    | 8     | 2     | 1     |
| Total sur la carrière | Total sur la carrière          | Total sur la carrière | 352         | 42          | 22          | 23              | 4               | 1               | 6                 | 0                 | 0                 | 4          | 0          | 1          | -                              | 47                             | 3                              | 3                              | 2                    | 0                    | 0                    | 434   | 49    | 27    |

### En sélection nationale
| Saison                | Sélection             | Phases finales        | Phases finales | Phases finales | Phases finales | Éliminatoires | Éliminatoires | Éliminatoires | Matchs amicaux | Matchs amicaux | Matchs amicaux | Total | Total | Total |
| Saison                | Sélection             | Compétition           | M              | B              | Pd             | M             | B             | Pd            | M              | B              | Pd             | M     | B     | Pd    |
| --------------------- | --------------------- | --------------------- | -------------- | -------------- | -------------- | ------------- | ------------- | ------------- | -------------- | -------------- | -------------- | ----- | ----- | ----- |
| 2010-2011             | Pologne               | -                     | -              | -              | -              | -             | -             | -             | 1              | 0              | 0              | 1     | 0     | 0     |
| 2011-2012             | Pologne               | Euro 2012             | -              | -              | -              | -             | -             | -             | -              | -              | -              | 0     | 0     | 0     |
| 2012-2013             | Pologne               | -                     | -              | -              | -              | 5             | 0             | 0             | 3              | 0              | 0              | 8     | 0     | 0     |
| 2013-2014             | Pologne               | -                     | -              | -              | -              | 4             | 0             | 0             | 5              | 0              | 0              | 9     | 0     | 0     |
| 2014-2015             | Pologne               | -                     | -              | -              | -              | 6             | 1             | 0             | 1              | 0              | 0              | 7     | 1     | 0     |
| 2015-2016             | Pologne               | Euro 2016             | 5              | 0              | 0              | 4             | 1             | 1             | 4              | 0              | 1              | 13    | 1     | 2     |
| 2016-2017             | Pologne               | -                     | -              | -              | -              | 5             | 0             | 0             | 1              | 0              | 0              | 6     | 0     | 0     |
| 2017-2018             | Pologne               | Coupe du monde 2018   | 3              | 1              | 0              | 2             | 0             | 0             | 4              | 0              | 1              | 9     | 1     | 1     |
| 2018-2019             | Pologne               | Ligue des nations     | 3              | 0              | 0              | 4             | 0             | 0             | 2              | 0              | 0              | 9     | 0     | 0     |
| Total sur la carrière | Total sur la carrière | Total sur la carrière | 11             | 1              | 0              | 30            | 2             | 1             | 22             | 0              | 2              | 63    | 3     | 3     |

## Palmarès

### En club
|  |  | Girondins de Bordeaux - Coupe Gambardella - Finaliste : 2008. |  | Séville FC - Ligue Europa - Vainqueur : 2015 et 2016 - Coupe d'Espagne - Finaliste : 2016 - Supercoupe de l'UEFA - Finaliste : 2014 et 2015. |  | Paris Saint-Germain - Ligue 1 - Vice-champion : 2017 |  | Lokomotiv Moscou - Coupe de Russie - Vainqueur : 2019 et 2021 - Supercoupe de Russie - Vainqueur : 2019 |

### Distinctions personnelles
- Membre de l'équipe type du championnat d'Espagne en 2015